# Purperen pijlinktvis
De purperen pijlinktvis (Ommastrephes bartramii) is een inktvissensoort uit de familie Ommastrephidae. De wetenschappelijke naam van de soort werd, als Loligo bartramii, in 1821 gepubliceerd door Charles Alexandre Lesueur. De soort is de typesoort van het monotypische geslacht Ommastrephes.

## Kenmerken
In de populaties van de Noordelijke Atlantische Oceaan en die van het zuidelijk halfrond is een maximale mantellengte van 90 cm gemeten bij vrouwtjes, en 42 cm bij mannetjes; bij vrouwtjes in het noorden van de Grote Oceaan wordt de mantel niet langer dan 60 cm. De mantel vertoont een lange, brede, zilver- of goudachtige strook over het midden van de rugzijde, vanaf net achter de opening van de mantel tot ter hoogte van de voorrand van de vinnen. Eenzelfde soort zilver- of goudachtige kleur komt voor op de onderkant van de kop en de op onderste armen. De membranen aan de onderzijde van arm III (geteld vanaf het midden van de kop) zijn erg breed, en bij volwassen vrouwtjes vormen ze een grote, driehoekige, vliezige lob (te zien in de foto hieronder).

## Verspreiding
Deze soort heeft een zeer groot maar niet aaneengesloten verspreidingsgebied in de subtropische en in een deel van de gematigde wateren van de beide halfronden. Hij mijdt een brede zone ten noorden en zuiden van de evenaar, evenals de Arctische en Antarctische wateren. Er is een populatie in de hele Noord-Atlantische Oceaan, inclusief de Noordzee. Een tweede populatie bewoont het hele noorden van de Grote Oceaan. Een derde populatie leeft in het zuiden van alle drie de oceanen: de Atlantische Oceaan, de Indische Oceaan en de Grote Oceaan. De dieren leven pelagisch, doorgaans in water van meer dan 200 meter diepte, en mijden contact met de bodem. Dat laatste zelfs zozeer dat ze gebieden met onderzeese bergen uit de weg lijken te gaan.